# Гатльгрімур Гелгасон
Заголовок цієї статті — це ісландське ім'я, де Гатльґрімур — особове ім'я, а Гелґасон — ім'я по батькові. 
Га́тльгрімур Ге́лгасон (ісл. Hallgrímur Helgason; *18 лютого 1959, Рейк'явік) — ісландський письменник та художник. З 1979 по 1980 рр. навчався в Ісландській академії мистецтв, а в 1981—1982 — в Академії мистецтв Мюнхена. Після цього почав кар'єру письменника та художника. 1990 року вийшов його перший роман — «Гелла» (Hella). Популярність здобув після виходу роману «101 Рейк'явік» (101 Reykjavík), опублікованому 1996 року. Через чотири роки за мотивами цього твору ісландський режисер Балтасар Кормакур зняв однойменний фільм. Як художник Гелгасон організовує виставки власних праць по всьому світу.
Мешкає та працює в Рейк'явіку.